# 구례경찰서
구례경찰서(求禮警察署, Gurye Police Station)는 전라남도경찰청이 관할하는 경찰서 중 하나이다. 전라남도 구례군 구례읍 봉성로 74에 위치하고 있다.
서장은 총경으로 보한다.

## 기본 정보
- 주소: 전라남도 구례군 구례읍 봉성로 74
- 우편번호: 542-804

## 관할 파출소 및 지구대
구례경찰서는 6개의 파출소를 산하에 두고 있다.
| 명칭       | 사진 | 주소                    | 관할구역       | 치안센터     |
| ---------- | ---- | ----------------------- | -------------- | ------------ |
| 간전파출소 |      | 간전면 간전중앙로 188   | 간전면, 문척면 | 문척치안센터 |
| 광의파출소 |      | 광의면 광의철쭉동산로 8 | 광의면, 용방면 | 용방치안센터 |
| 마산파출소 |      | 마산면 화엄사로 144     | 마산면         |              |
| 산동파출소 |      | 산동면 원촌길 94        |                |              |
| 읍내파출소 |      | 구례읍 로터리길 7       | 구례읍         | 신월치안센터 |
| 토지파출소 |      | 토지면 섬진강대로 5058  | 토지면         | 외곡치안센터 |

## 같이 보기
- 전라남도지방경찰청